# Eccellenza Toscana 2015-2016
Il campionato italiano di calcio di Eccellenza regionale 2015-2016 è il venticinquesimo organizzato in Italia. Rappresenta il quinto livello del calcio italiano.

## Girone A

### Squadre partecipanti
| Club                | Città (provincia)          | Stadio                        | Stagione 2014-2015       |
| ------------------- | -------------------------- | ----------------------------- | ------------------------ |
| Albinia             | Albinia (GR)               | Stadio Giampiero Combi        | 4° Promozione (Girone C) |
| Atletico Piombino   | Piombino (LI)              | Stadio Magona d'Italia        | 11°                      |
| Camaiore            | Camaiore (LU)              | Stadio Comunale               | 4°                       |
| Castelfiorentino    | Castelfiorentino (FI)      | Stadio Comunale               | 16°                      |
| Cenaia              | Cenaia di Crespina (PI)    | Stadio Vittorio Pennati       | 5°                       |
| Cuoiopelli          | Santa Croce sull'Arno (PI) | Stadio Libero Masini          | 6°                       |
| Forcoli             | Forcoli di Palaia (PI)     | Stadio Comunale (Capannoli)   | 14°                      |
| Gambassi            | Gambassi Terme (FI)        | Stadio Comunale               | 1° Promozione (Girone C) |
| Lammari 1986        | Lammari di Capannori (LU)  | Stadio ai Laghetti            | 12°                      |
| Larcianese          | Larciano (PT)              | Stadio Idilio Cei             | 5° (Girone B)            |
| Marina La Portuale  | Marina di Carrara (MS)     | Stadio dei Pini               | 8°                       |
| Pietrasanta         | Pietrasanta (LU)           | Stadio Comunale XIX Settembre | 9°                       |
| Real Forte Querceta | Forte dei Marmi (LU)       | Stadio Carlo Necchi Balloni   | 3°                       |
| Sangimignanosport   | San Gimignano (SI)         | Stadio Santa Lucia            | 6° (Girone B)            |
| Seravezza           | Seravezza (LU)             | Stadio Buon Riposo            | 7°                       |
| Urbino Taccola      | Uliveto Terme (PI)         | Stadio Giuliano Taccola       | 10°                      |

### Classifica finale
|  | Pos. | Squadra             | Pt | G  | V  | N  | P  | GF | GS | DR  |
|  | ---- | ------------------- | -- | -- | -- | -- | -- | -- | -- | --- |
|  | 1.   | Real Forte Querceta | 60 | 30 | 17 | 9  | 4  | 58 | 31 | +27 |
|  | 2.   | Pietrasanta         | 54 | 30 | 14 | 12 | 4  | 51 | 27 | +24 |
|  | 3.   | Camaiore            | 54 | 30 | 15 | 9  | 6  | 53 | 36 | +17 |
|  | 4.   | Cuoiopelli          | 48 | 30 | 11 | 15 | 4  | 47 | 28 | +19 |
|  | 5.   | Larcianese          | 46 | 30 | 13 | 7  | 10 | 40 | 38 | +2  |
|  | 6.   | Seravezza           | 41 | 30 | 11 | 8  | 11 | 46 | 45 | +1  |
|  | 7.   | Castelfiorentino    | 40 | 30 | 10 | 10 | 10 | 41 | 41 | 0   |
|  | 8.   | Marina La Portuale  | 39 | 30 | 10 | 9  | 11 | 47 | 55 | -8  |
|  | 9.   | Urbino Taccola      | 38 | 30 | 9  | 11 | 10 | 39 | 37 | +2  |
|  | 10.  | Cenaia              | 38 | 30 | 9  | 11 | 10 | 34 | 36 | -2  |
|  | 11.  | Atletico Piombino   | 37 | 30 | 8  | 13 | 9  | 31 | 33 | -2  |
|  | 12.  | Sangimignanosport   | 33 | 30 | 9  | 6  | 15 | 31 | 43 | -12 |
|  | 13.  | Gambassi            | 30 | 30 | 5  | 15 | 10 | 36 | 47 | -11 |
|  | 14.  | Albinia             | 30 | 30 | 7  | 9  | 14 | 36 | 47 | -11 |
|  | 15.  | Lammari             | 30 | 30 | 6  | 12 | 12 | 23 | 36 | -13 |
|  | 16.  | Forcoli             | 20 | 30 | 4  | 8  | 18 | 18 | 51 | -33 |

Legenda

      Promossa in Serie D 2016-2017.
      Ammessa ai play-off nazionali.
      Retrocesse in Promozione 2016-2017 dopo i play-out.
      Retrocesse in Promozione 2016-2017.

### Risultati

#### Tabellone
|                     | Alb  | Atl  | Cam  | Cas  | Cen  | Cuo  | For  | Gam  | Lam  | Lar  | Mar  | Pie  | Rea  | S.G  | Ser  | Urb  |
| ------------------- | ---- | ---- | ---- | ---- | ---- | ---- | ---- | ---- | ---- | ---- | ---- | ---- | ---- | ---- | ---- | ---- |
| Albinia             | –––– | 2-2  | 1-2  | 0-1  | 0-4  | 1-1  | 1-0  | 2-2  | 0-0  | 0-1  | 2-1  | 0-0  | 4-3  | 4-0  | 0-1  | 2-0  |
| Atletico Piombino   | 1-1  | –––– | 1-0  | 3-0  | 0-1  | 0-2  | 2-0  | 2-1  | 0-0  | 0-0  | 0-0  | 1-0  | 0-0  | 1-0  | 0-1  | 1-2  |
| Camaiore            | 2-2  | 4-1  | –––– | 1-1  | 2-0  | 3-2  | 3-0  | 1-1  | 1-0  | 1-0  | 2-2  | 1-3  | 2-0  | 2-1  | 2-2  | 3-1  |
| Castelfiorentino    | 0-4  | 1-1  | 1-0  | –––– | 0-1  | 2-2  | 0-0  | 1-1  | 1-3  | 2-2  | 3-0  | 1-1  | 1-2  | 3-0  | 2-0  | 0-2  |
| Cenaia              | 4-0  | 1-1  | 1-1  | 1-3  | –––– | 0-2  | 0-0  | 2-1  | 1-0  | 1-2  | 2-2  | 1-1  | 1-1  | 1-0  | 2-1  | 1-2  |
| Cuoiopelli          | 2-0  | 1-0  | 2-2  | 3-3  | 0-0  | –––– | 0-0  | 0-0  | 1-1  | 2-0  | 0-0  | 2-2  | 0-1  | 1-1  | 4-0  | 3-2  |
| Forcoli V.          | 3-1  | 1-1  | 0-2  | 1-1  | 2-2  | 0-2  | –––– | 0-3  | 0-1  | 0-1  | 0-1  | 2-3  | 2-0  | 0-2  | 1-0  | 0-0  |
| Gambassi            | 2-1  | 1-1  | 0-2  | 1-3  | 1-1  | 2-2  | 3-2  | –––– | 4-3  | 3-2  | 0-2  | 0-2  | 0-4  | 2-3  | 2-2  | 1-1  |
| Lammari             | 1-1  | 0-0  | 1-0  | 0-2  | 0-0  | 1-3  | 1-0  | 2-2  | –––– | 0-0  | 0-1  | 1-1  | 1-2  | 2-0  | 1-3  | 2-1  |
| Larcianese          | 3-1  | 2-1  | 3-1  | 1-0  | 3-1  | 0-1  | 5-0  | 1-1  | 3-1  | –––– | 0-0  | 0-4  | 0-2  | 1-1  | 2-1  | 2-4  |
| Marina La Portuale  | 0-2  | 1-2  | 1-5  | 5-2  | 2-1  | 3-2  | 5-2  | 1-1  | 3-1  | 3-1  | –––– | 2-2  | 1-4  | 2-2  | 2-0  | 3-4  |
| Pietrasanta         | 2-1  | 3-1  | 0-1  | 4-1  | 3-0  | 0-0  | 2-0  | 1-0  | 0-0  | 3-0  | 3-1  | –––– | 1-1  | 1-0  | 1-2  | 1-1  |
| Real Forte Querceta | 2-1  | 2-2  | 3-3  | 1-1  | 2-1  | 1-1  | 5-0  | 3-1  | 5-0  | 2-1  | 2-0  | 1-1  | –––– | 1-4  | 3-1  | 1-0  |
| S.Gimignano         | 3-1  | 2-2  | 4-1  | 0-1  | 0-1  | 1-0  | 1-2  | 0-0  | 1-0  | 0-1  | 0-0  | 2-1  | 0-2  | –––– | 0-4  | 2-1  |
| Seravezza           | 3-0  | 3-1  | 2-2  | 0-4  | 3-1  | 0-4  | 3-0  | 0-0  | 0-0  | 1-2  | 7-2  | 2-2  | 1-1  | 2-1  | –––– | 1-3  |
| Urbino Taccola      | 1-1  | 1-3  | 0-1  | 1-0  | 1-1  | 2-2  | 0-0  | 0-0  | 0-0  | 1-1  | 3-1  | 2-3  | 0-1  | 3-0  | 0-0  | –––– |

### Spareggi

#### Play-Off

##### Semifinale
| Squadra 1   | Risultato   | Squadra 2  |
| ----------- | ----------- | ---------- |
| Pietrasanta | 1 - 1 (dts) | Larcianese |
| Camaiore    | 2 - 2 (dts) | Cuoiopelli |

| Pietrasanta 24 aprile 2016 Gara unica | Pietrasanta | 1 – 1 (d.t.s.) referto | Larcianese | Stadio Comunale XIX Settembre |

| Camaiore 24 aprile 2016 Gara unica | Camaiore | 2 – 2 (d.t.s.) referto | Cuoiopelli | Stadio Comunale |

##### Finale
| Squadra 1   | Risultato | Squadra 2 |
| ----------- | --------- | --------- |
| Pietrasanta | 1 - 3     | Camaiore  |

| Forte dei Marmi 1º Maggio 2016, ore 16,00 Gara unica | Pietrasanta | 1 – 3 referto | Camaiore | Stadio Carlo Necchi Balloni |

#### Play-Out
| Squadra 1         | Risultato | Squadra 2 |
| ----------------- | --------- | --------- |
| Sangimignanosport | 2 - 0     | Lammari   |
| Gambassi          | 1 - 0     | Albinia   |

| San Gimignano 24 aprile 2016 Gara unica | Sangimignanosport | 2 – 0 referto | Lammari | Stadio Santa Lucia |

| Gambassi Terme 24 aprile 2016 Gara unica | Gambassi | 1 – 0 referto | Albinia | Stadio Comunale |

### Verdetti finali
- Real Forte Querceta promosso in Serie D 2016-2017
- Camaiore ammessa (e poi sconfitta) ai Play-Off nazionali.
- Albinia e  Lammari retrocessi in Promozione 2016-2017 dopo i play-out.
- Forcoli retrocesso in Promozione 2016-2017.

## Girone B

### Squadre partecipanti
| Club                            | Città (provincia)                                  | Stadio                                 | Stagione 2013-2014       |
| ------------------------------- | -------------------------------------------------- | -------------------------------------- | ------------------------ |
| U.P.D. Baldaccio Bruni Anghiari | Anghiari (AR)                                      | Stadio Saverio Zanchi                  | 4°                       |
| Bucinese Pol.                   | Bucine (AR)                                        | Stadio Comunale                        | 12°                      |
| Castiglionese                   | Castiglion Fiorentino (AR)                         | Stadio Emanuele Faralli                | 14°                      |
| A.S.D. Giallo-Blu Figline       | Figline Valdarno (FI)                              | Stadio Goffredo Del Buffa              | 11°                      |
| Firenze Ovest                   | Brozzi (FI)                                        | Campo Sportivo Comunale Giuseppe Paoli | 4° Promozione (Girone A) |
| Grassina                        | Grassina (AR)                                      | Stadio Comunale Gino Bozzi             | 2° Promozione (Girone B) |
| Lanciotto Campi Bisenzio        | Campi Bisenzio (FI)                                | Stadio Lanciotto Ballerini             | 9°                       |
| Maliseti Tobbianese             | Tobbiana (PO)                                      | Campo Sportivo Mons. Danilo Aiazzi     | 5° Promozione (Girone A) |
| Montevarchi                     | Montevarchi (SI)                                   | Stadio Gastone Brilli Peri             | 1° Promozione (Girone B) |
| Nuova Foiano                    | Foiano della Chiana (AR)                           | Stadio Dei Pini                        | 8°                       |
| Porta Romana                    | Firenze                                            | Stadio delle Due Strade                | 3°                       |
| U.S.D. Rignanese                | Rignano sull'Arno (FI)                             | Campo Sportivo Comunale                | 2°                       |
| Sestese                         | Sesto Fiorentino (FI)                              | Stadio Piero Torrini                   | 10°                      |
| Signa                           | Firenze                                            | Stadio del Bisenzio                    | 1° Promozione (Girone A) |
| U.C. Sinalunghese A.S.D.        | Sinalunga (SI)                                     | Stadio Carlo Angeletti                 | 7°                       |
| San Donato Tavarnelle           | San Donato in Poggio e Tavarnelle Val di Pesa (FI) | Stadio Leonardo Pianigiani             | 15° Serie D/E            |

### Classifica
|  | Pos. | Squadra                  | Pt | G  | V  | N  | P  | GF | GS | DR  |
|  | ---- | ------------------------ | -- | -- | -- | -- | -- | -- | -- | --- |
|  | 1.   | Rignanese                | 57 | 30 | 16 | 9  | 5  | 42 | 27 | +15 |
|  | 2.   | Montevarchi              | 53 | 30 | 14 | 11 | 5  | 40 | 24 | +16 |
|  | 3.   | Bucinese                 | 51 | 30 | 14 | 9  | 7  | 35 | 25 | +10 |
|  | 4.   | San Donato Tavarnelle    | 49 | 30 | 12 | 13 | 5  | 42 | 26 | +16 |
|  | 5.   | Nuova Foiano             | 46 | 30 | 13 | 7  | 10 | 30 | 28 | +2  |
|  | 6.   | Sinalunghese             | 43 | 30 | 11 | 10 | 9  | 29 | 27 | +2  |
|  | 7.   | Grassina                 | 41 | 30 | 12 | 5  | 13 | 36 | 40 | -4  |
|  | 8.   | Porta Romana             | 38 | 30 | 9  | 11 | 10 | 32 | 28 | +4  |
|  | 9.   | Figline                  | 38 | 30 | 9  | 11 | 10 | 24 | 31 | -7  |
|  | 10.  | Castiglionese            | 37 | 30 | 10 | 7  | 13 | 25 | 29 | -4  |
|  | 11.  | Signa                    | 37 | 30 | 9  | 10 | 11 | 25 | 31 | -6  |
|  | 12.  | Sestese                  | 33 | 30 | 8  | 9  | 13 | 39 | 37 | +2  |
|  | 13.  | Baldaccio Bruni Anghiari | 33 | 30 | 7  | 12 | 11 | 28 | 36 | -8  |
|  | 14.  | Maliseti Tobbianese      | 30 | 30 | 6  | 12 | 12 | 33 | 33 | 0   |
|  | 15.  | Firenze Ovest            | 30 | 30 | 6  | 12 | 12 | 25 | 41 | -16 |
|  | 16.  | Lanciotto Campi Bisenzio | 27 | 30 | 7  | 6  | 17 | 29 | 51 | -22 |

Legenda

      Promossa in Serie D 2016-2017.
      Ammessa ai play-off nazionali.
      Retrocesse in Promozione 2016-2017 dopo i play-out.
      Retrocesse in Promozione 2016-2017.

### Risultati

#### Tabellone
|                     | Aqu  | Bal  | Buc  | Cas  | Fir  | Foi  | Gia  | Gra  | Lan  | Mal  | Por  | Rig  | S.D  | Ses  | Sig  | Sin  |
| ------------------- | ---- | ---- | ---- | ---- | ---- | ---- | ---- | ---- | ---- | ---- | ---- | ---- | ---- | ---- | ---- | ---- |
| Aquila Montevarchi  | –––– | 3-0  | 1-1  | 1-0  | 1-0  | 2-1  | 0-0  | 2-2  | 1-0  | 2-2  | 1-1  | 0-0  | 0-1  | 2-0  | 1-0  | 1-0  |
| Baldaccio Bruni     | 2-2  | –––– | 0-2  | 2-1  | 1-1  | 1-2  | 0-0  | 3-0  | 1-1  | 2-1  | 1-1  | 0-1  | 2-2  | 0-0  | 0-2  | 0-2  |
| Bucinese            | 1-2  | 0-0  | –––– | 0-0  | 0-0  | 5-0  | 1-1  | 2-0  | 2-1  | 1-0  | 1-1  | 1-2  | 1-1  | 2-1  | 1-0  | 1-0  |
| Castiglionese       | 1-2  | 0-1  | 1-2  | –––– | 2-2  | 1-0  | 0-2  | 1-1  | 1-0  | 3-2  | 2-0  | 0-1  | 0-2  | 1-0  | 2-0  | 0-2  |
| Firenze Ovest       | 0-2  | 1-3  | 1-1  | 0-3  | –––– | 1-1  | 0-0  | 3-1  | 0-1  | 0-2  | 1-0  | 0-3  | 0-1  | 0-3  | 3-2  | 1-1  |
| Foiano              | 2-1  | 0-1  | 3-0  | 0-0  | 0-0  | –––– | 0-1  | 3-1  | 2-1  | 3-1  | 0-2  | 2-1  | 0-0  | 1-1  | 1-0  | 1-1  |
| Gialloblu Figline   | 0-2  | 1-0  | 2-1  | 1-1  | 2-0  | 0-2  | –––– | 2-0  | 3-2  | 2-1  | 1-0  | 2-2  | 1-1  | 0-4  | 1-1  | 0-1  |
| Grassina            | 3-1  | 2-1  | 0-1  | 0-0  | 4-2  | 2-0  | 1-0  | –––– | 2-1  | 2-1  | 0-1  | 0-1  | 0-2  | 2-0  | 1-0  | 2-1  |
| Lanciotto Campi     | 0-3  | 1-1  | 1-2  | 0-1  | 2-2  | 0-1  | 3-0  | 0-3  | –––– | 0-4  | 1-0  | 0-2  | 3-2  | 4-3  | 1-0  | 0-0  |
| Maliseti Tobbianese | 1-0  | 2-2  | 2-3  | 1-2  | 0-0  | 0-1  | 0-0  | 0-1  | 5-0  | –––– | 1-1  | 0-0  | 2-2  | 0-0  | 1-1  | 1-2  |
| Porta Romana        | 1-1  | 1-1  | 1-2  | 2-0  | 1-1  | 0-1  | 2-0  | 1-1  | 1-2  | 1-1  | –––– | 1-2  | 0-0  | 2-0  | 2-0  | 4-1  |
| Rignanese           | 1-1  | 1-1  | 1-0  | 0-1  | 0-2  | 2-1  | 1-0  | 1-1  | 2-1  | 2-0  | 1-1  | –––– | 0-2  | 1-0  | 1-1  | 4-2  |
| S.Donato Tavarnelle | 0-2  | 2-0  | 0-0  | 1-0  | 0-1  | 1-1  | 3-1  | 3-0  | 5-2  | 0-0  | 0-1  | 4-2  | –––– | 1-1  | 1-1  | 2-0  |
| Sestese             | 2-2  | 3-0  | 0-1  | 3-1  | 1-2  | 0-1  | 1-1  | 2-1  | 1-0  | 0-1  | 3-1  | 2-3  | 4-2  | –––– | 0-0  | 1-1  |
| Signa               | 1-1  | 1-0  | 1-0  | 0-0  | 1-1  | 1-0  | 1-0  | 3-2  | 1-1  | 0-1  | 2-1  | 0-3  | 1-1  | 2-1  | –––– | 1-3  |
| Sinalunghese        | 1-0  | 0-2  | 2-0  | 1-0  | 2-0  | 1-0  | 0-0  | 2-1  | 0-0  | 0-0  | 0-1  | 1-1  | 0-0  | 2-2  | 0-1  | –––– |

### Spareggi

#### Play-Off

##### Semifinale
| Squadra 1   | Risultato | Squadra 2             |
| ----------- | --------- | --------------------- |
| Montevarchi | 1 - 0     | Nuova Foiano          |
| Bucinese    | 1 - 4     | San Donato Tavarnelle |

| Montevarchi 24 aprile 2016 Gara unica | Montevarchi | 1 – 0 referto | Nuova Foiano | Stadio Gastone Brilli Peri |

| Bucine 24 aprile 2016 Gara unica | Bucinese | 1 – 4 referto | San Donato Tavarnelle | Stadio Comunale |

##### Finale
| Squadra 1   | Risultato | Squadra 2             |
| ----------- | --------- | --------------------- |
| Montevarchi | 0 - 2     | San Donato Tavarnelle |

| Sesto Fiorentino 1º Maggio 2016, ore 15,30 Gara unica | Montevarchi | 0 – 2 referto | San Donato Tavarnelle | Stadio Piero Torrini |

#### Play-Out
| Squadra 1       | Risultato   | Squadra 2           |
| --------------- | ----------- | ------------------- |
| Sestese         | 2 - 2 (dts) | Firenze Ovest       |
| Baldaccio Bruni | 1 - 1 (dts) | Maliseti Tobbianese |

| Sesto Fiorentino 24 aprile 2016 Gara unica | Sestese | 2 – 2 (d.t.s.) referto | Firenze Ovest | Stadio Piero Torrini |

| Anghiari 24 aprile 2016 Gara unica | Baldaccio Bruni | 1 – 1 (d.t.s.) referto | Maliseti Tobbianese | Stadio Saverio Zanchi |

### Verdetti finali
- Rignanese promosso in Serie D 2016-2017.
- San Donato Tavarnelle ammesso e poi sconfitto ai Play-Off nazionali, poi ripescato in Serie D 2016-2017.
- Maliseti Tobbianese e  Firenze Ovest retrocessi in Promozione 2016-2017 dopo i play-out.
- Lanciotto Campi Bisenzio retrocesso in Promozione 2016-2017.